# Giải bóng đá hạng nhì quốc gia Cộng hòa Síp 1976–77
Giải bóng đá hạng nhì quốc gia Cộng hòa Síp 1976–77 was the 22nd là mùa giải thứ của bóng đá hạng nhì Cộng hòa Síp. APOP Paphos FC Giành danh hiệu thứ 5.

## Thể thức thi đấu
Có 14 đội tham gia Giải bóng đá hạng nhì quốc gia Cộng hòa Síp 1976–77. Tất cả các đội đều thi đấu 2 trận, một trân sân nhà và một trận sân khách. Đội nhiều điểm nhất sẽ lên ngôi vô địch. Đội đầu bảng thăng hạng Giải bóng đá hạng nhất quốc gia Cộng hòa Síp 1977–78. Đội cuối bảng xuống hạng Giải bóng đá hạng ba quốc gia Cộng hòa Síp 1977–78.

### Hệ thống điểm
Các đội bóng nhận được 2 điểm cho một trận thắng, 1 điểm cho một trận hòa và 0 điểm cho một trận thua.

## Thay đổi so với mùa giải trước
Các đội thăng hạng Giải bóng đá hạng nhất quốc gia Cộng hòa Síp 1976–77
- Chalkanoras Idaliou

Các đội thăng hạng từ Giải bóng đá hạng ba quốc gia Cộng hòa Síp 1975–76
- Ermis Aradippou FC

Đội hoạt động lại sau sự kiện Thổ Nhĩ Kỳ xâm lược
- Neos Aionas Trikomou

## Bảng xếp hạng
| Vị thứ | Đội                    | St. | T. | H. | B. | BT. | BB. | BT. | Đ.  | Ghi chú                                                                  |
| ------ | ---------------------- | --- | -- | -- | -- | --- | --- | --- | --- | ------------------------------------------------------------------------ |
| 1      | APOP Paphos FC         | 26  |    |    |    | 86  | 10  | +76 | 47  | Vô địch-thăng hạng Giải bóng đá hạng nhất quốc gia Cộng hòa Síp 1977–78. |
| 2      | Omonia Aradippou       | 26  |    |    |    | 61  | 10  | +51 | 44  |                                                                          |
| 3      | Ethnikos Achna FC      | 26  |    |    |    | 67  | 15  | +52 | 42  |                                                                          |
| 4      | Ermis Aradippou FC     | 26  |    |    |    | 39  | 24  | +15 | 28  |                                                                          |
| 5      | Othellos Athienou FC   | 26  |    |    |    | 32  | 26  | +6  | 28  |                                                                          |
| 6      | PAEEK FC               | 26  |    |    |    | 34  | 30  | +4  | 28  |                                                                          |
| 7      | Keravnos Strovolou FC  | 26  |    |    |    | 42  | 31  | +11 | 26  |                                                                          |
| 8      | Orfeas Nicosia         | 26  |    |    |    | 37  | 51  | -14 | 21  |                                                                          |
| 9      | Neos Aionas Trikomou   | 26  |    |    |    | 29  | 51  | -22 | 21  |                                                                          |
| 10     | Iraklis Gerolakkou     | 25  |    |    |    | 28  | 52  | -24 | 201 |                                                                          |
| 11     | Ethnikos Assia FC      | 26  |    |    |    | 29  | 42  | -13 | 19  |                                                                          |
| 12     | AEM Morphou            | 26  |    |    |    | 24  | 69  | -45 | 15  |                                                                          |
| 13     | Parthenon Zodeia       | 26  |    |    |    | 18  | 64  | -46 | 13  |                                                                          |
| 14     | ENAD Ayiou Dometiou FC | 25  |    |    |    | 15  | 67  | -52 | 111 | Xuống hạng Giải bóng đá hạng ba quốc gia Cộng hòa Síp 1977–78.1          |

Hệ thống điểm: Thắng=2 điểm, Hòa=1 điểm, Thua=0 điểm
Quy tắc xếp hạng: 1) Điểm, 2) Hiệu số, 3) Bàn thắng